# Семенково (сельское поселение Колтовское)
Семенково — село в городском округе Кашира Московской области.

## География
Находится в южной части Московской области на расстоянии приблизительно 13 км на юго-запад по прямой от железнодорожной станции Кашира.

## История
Возникло предположительно в XVI веке, в котором жил дворянин Семенков, по фамилии которого и было возможно названо село. До 2015 года входила в состав сельского поселения Колтовского Каширского района.

## Население
Постоянное население составляло 5 человек в 2002 году (русские 100 %), 11 в 2010.